# Gigi D'Agostino
Luigino Celestino Di Agostino (rođen 17. prosinca 1967. u Torinu) poznat pod nazivom Gigi D'Agostino je talijanski DJ, glazbenik i producent. Karijeru je počeo 1986, kada je izdao prvi mix "Psychodelic".

## Životopis
Jedan je od najpopularnijih talijanskih producenata u Europi. Od mnogih je započeo novi stil i zvuk "mediteran progresive", stil glazbe inspiriranim latino zvukovima uz mnogo groove bass-a, tako da je njegov stil bio posebno prepoznatljiv.
Počeo je s albumom od 19 pjesama koji je ubrzo prodan u više od 60 000 primjeraka. Njegova je glazba nastajala tako da je svoje osjećaje i iskustvo prikazivao kroz melodiju i pjesme.
1999. pjesma Bla Bla Bla bila je hit u cijeloj Europi, tu pjesmu je opisao kao dio koji je napisao za sve ljude koji stalno pričaju i pričaju, a bez da išta kažu.
2000. pjesma The Riddle je prodana u Francuskoj u 1 000 000 primjeraka, a u Njemačkoj u 200 000.
Od 2005. do siječnja 2010. radio je na radiju Radio m2o Musica allo Stato Puro (Pure Music).

## Diskografija

### Studijski albumi
- A Journey into Space (1994)
- Gigi D'Agostino (1996)
- L'Amour Toujours (1999)
- Tecno Fes Vol. 2 (2000)
- L'Amour Toujours II (2004)
- Disco Tanz (2005)
- Some Experiments (2006)
- Lento Violento ...e altre storie (2007)
- La Musica Che Pesta (as Lento Violento Man) (2007)
- Suono Libero (2008)
- The Essential Gigi D'Agostino (2009 - Austria and Germany only)
- Ieri & Oggi Mix Vol. 1 (2010)

### EP-ovi
- Le Voyage Estate (1996)
- Gin Lemon (1997)
- Tanzen (1999)
- Tecno Fes EP (2000)
- Underconstruction 1: Silence E.P. (2003)
- Underconstruction 2: Silence Remix (2004)
- Underconstruction 3: Remix (2004)

### Kompilacije
- The Greatest Hits (1996)
- Il Grande Viaggio Vol. 1 (2001)
- Il programmino di Gigi D'agostino (2003)
- Benessere (2004)
- Laboratorio 1 (2004)
- Laboratorio 2 (2005)
- Laboratorio 3 (2005)

### DJ miksovi
- Dreamhouse 1: Le Voyage 96 (1996)
- Progressiva Dream Music (1996)
- Hard Beat Vol. 1: Journey Into Darker Dreams (1997)
- Progressive Hyperspace (1997)
- Eurodance '99 (2000)
- Yorin FM Dance Experience 2002 (2002)
- Live At Altromondo (Exclusive Edition) (2003)
- Live At Altromondo Part II (Exclusive Edition) (2004)
- Compilation Benessere1 (2004)
- Ieri E Oggi Mix, Vol 1 (2010)

### Pjesme
- 1995:
  - "Sweetly"
  - "New Years Day"
  - "Gigi's Violin / Elektro Message"
  - "Fly"
  - "Angel's Simphony"
- 1997.
  - "Music (An echo deep inside)"
  - "Gin Lemon"
- 1998.
  - "Elisir (Your Love)"
- 1999.
  - "The Riddle Remix"
  - "La Passion Remix"
  - "The Riddle feat. Bla Bla Bla"
  - "Cuba Libre"
  - "Bla Bla Bla"
  - "Another Way"
- 2000. 
  - "The Riddle"
  - "La Passion"
  - "Reanimator feat. Vanilla Ice - Ice ice baby 2001" (Remix)
  - "L'Amour Toujours"
- 2001.
  - "Super" (s Albertino)
  - "Magic Box - Carillon" (remix)
- 2002.
  - "Put on your red shoes" (remix)
  - "Te Aviso,Te Anuncio" (remix)
- 2004. 
  - "Silence"
  - "Underconstruction 2: Silence"
  - "Gigi & Molly - Con il nastro rosa"
  - "Gigi's Goodnight"' (Gigi D'agostino & Pandolfi)
  - "Summer of Energy"
- 2005. 
  - "Wellfare"
  - "I Wonder Why"
- 2006. 
  - "L'Amour Toujours (I'll Fly With You)"

## Nagrade
- 1999. najbolji producent Italije
  - album L'Amour Toujours na 10-om mjestu najprodavanjih u Italiji.
- 2001. "najbolji DJ-producent godine" na "Red Bull Awards" u Italiji 
  - "najbolji Dance Producent" na PIM (Talijanske glazbene nagrade)
  - "Public Award" na Danskom DJ Award u Kopenhagenu.
- 2004. Kompilacija "Euro Dance" je prodana u 120 000 primjeraka u samo nekoliko tjedana, platinasta ploča.